# Миленкович, Бояна
Бояна Миленкович (серб. Бојана Миленковић, р. 6 марта 1997, Белград, Сербия, СРЮ) — сербская волейболистка, нападающая-доигровщица. Двукратная чемпионка мира (2018, 2022), двукратная чемпионка Европы.

## Биография
Профессиональная волейбольная карьера Бояны Миленкович началась в 2013 году в 16-летнем возрасте в одной из сильнейших команд Сербии — «Црвене Звезде», за которую выступала до 2018 года, став в её составе 4-кратным призёром чемпионата Сербии, обладательницей Кубка и Суперкубка страны.
В 2018 волейболистка заключила контракт с итальянской командой «Савино Дель Бене» (Скандиччи), дебют в которой был отложен из-за тяжёлой травмы, полученной Миленкович в ходе чемпионата мира 2018.
В 2013—2017 Миленкович выступала за юниорскую и молодёжную сборные Сербии, став в 2014 победительницей молодёжного чемпионата Европы.
В 2017 году волейболистка дебютировала в национальной сборной Сербии, с которой в том же году выиграла «бронзу» Гран-при и «золото» чемпионата Европы. 
В 2018 Миленкович стала чемпионкой мира. На турнире она приняла участие в 5 матчах, в том числе трижды выходила в стартовом составе, но в заключительном поединке первого группового раунда получила тяжёлую травму колена, из-за чего была вынуждена досрочно покинуть мировое первенство и пропустить весь клубный сезон 2018/2019. Чемпионат мира 2022 принёс волейболистке второе «золото» мировых первенств. 

### Клубная карьера
- 2013—2018 —  «Црвена Звезда» (Белград);
- 2018—2020 —  «Савино Дель Бене» (Скандиччи);
- 2020 —  «Алтай» (Усть-Каменогорск);
- 2020—2021 —  «Альба-Блаж» (Блаж);
- 2021—2022 —  «Хемик» (Полице);
- 2022—2023 —  «Альба-Блаж» (Блаж);
- 2023—2024 —  «Прометей» (Слобожанское).
- с 2024 —  «Нилюфер» (Бурса).

## Достижения

### Со сборными Сербии
- бронзовый призёр Олимпийских игр 2020.
- двукратная чемпионка мира — 2018, 2022.
- бронзовый призёр Мирового Гран-при 2017.
- бронзовый призёр  Лиги наций 2022.
- двукратная чемпионка Европы — 2017, 2019;
  - серебряный призёр чемпионата Европы 2021.
- чемпионка Европы среди молодёжных команд 2014.

### С клубами
- двукратный серебряный (2014, 2018) и двукратный бронзовый (2015, 2017) призёр чемпионатов Сербии.
- победитель розыгрыша Кубка Сербии 2014;
  - серебряный призёр Кубка Сербии 2018.
- победитель розыгрыша Суперкубка Сербии 2014.
- серебряный призёр чемпионата Казахстана 2020.
- чемпионка Румынии 2023.
  - серебряный призёр чемпионата Румынии 2021.
- победитель розыгрыша Кубка Румынии 2021.
- чемпионка Польши 2022.
- чемпионка Украины 2024.
- победитель розыгрыша Кубка Украины 2024.
- обладатель Суперкубка Украины 2023.

- серебряный призёр Кубка Европейской конфедерации волейбола 2023.
- серебряный призёр Кубка вызова ЕКВ 2021.

### Индивидуальные
- 2014: лучшая нападающая молодёжного чемпионата Европы 2014.
- 2015: лучшая нападающая молодёжного чемпионата мира 2015.